# Ayoub El Kaabi
Ayoub El Kaabi (Casablanca, 26 juni 1993) is een Marokkaanse voetballer die doorgaans als aanvaller speelt. El Kaabi debuteerde in 2018 in het Marokkaans voetbalelftal.

## Clubcarrière
Ayoub El Kaabi verliet als topscorer van de Botola 2, Racing Casablanca in de zomer van 2017 voor RS Berkane. Na het seizoen 2017/18 werd hij opgenomen in de selectie van Marokko voor het WK 2018.
Na het WK tekende hij een lucratief contract in China bij Hebei China Fortune.
El Kaabi werd in juli 2019 voor een half jaar verhuurd aan Wydad AC. Na de winterstop keerde hij terug bij Hebei. In oktober 2020 keerde hij wederom terug bij Wydad. Hij verruilde in 2023 Hatayspor voor Al-Sadd. Medio 2023 ging hij naar Olympiakos. Met Olympiakos won Al Kaabi op 29 mei 2024 de UEFA Europa Conference League ten koste van Fiorentina; in de finale scoorde El Kaabi het enige en winnende doelpunt voor Olympiakos. In de halve finale tegen Aston Villa scoorde hij in twee wedstrijden ook al vijf maal. Mede hierdoor werd El Kaabi dat seizoen topscorer van het toernooi met elf doelpunten.

## Interlandcarrière
El Kaabi maakt op 23 maart 2018 zijn debuut voor het Marokkaans voetbalelftal in een vriendschappelijke wedstrijd tegen Servië. Vier dagen later startte hij voor het eerst in de basis in de wedstrijd tegen Oezbekistan. Hij scoorde die wedstrijd meteen een doelpunt.
El Kaabi maakte deel uit van de selectie voor het Wereldkampioenschap voetbal 2018. Hij kwam daarop twee keer in actie.

## Erelijst
RS Berkane
- Coupe du Trône: 2018

 Wydad AC
- Botola Pro: 2020/21

 Olympiakos
- UEFA Europa Conference League: 2023/24

 Marokko
- CAF Africa Cup of Nations: 2018, 2020